# Rajampet
Rajampet ou Rajampeta est un village du district d'Annamayya dans l'État d'Andhra Pradesh en Inde. 
Selon le recensement de l'Inde de 2011, la localité compte une population de 3 177 habitants.